# Čertova ruka (hrad)
Hrad Čertova ruka je zaniklý skalní hrad, který stával v pískovcových skalách Hruboskalského skalního města nedaleko Sedmihorek v okrese Semily.

## Historie
Místo, kde hrad stával, bylo osídleno již od eneolitu. O hradě neexistují žádné písemné prameny, ale podle archeologických nálezů byl založen snad ve třináctém století.

## Stavební podoba
Jednalo se o malý dřevěný hrad v severní části skalního útvaru, tzv. Šourkovy věže. Zachovala se pouze cisterna vysekaná do skály, dále zbytky přístupové cesty, záseky po schodištích a vysekané otvory pro ukotvení trámů.

## Přístup
Přímo ke skalnímu hradu žádná značená turistická stezka nevede. Nejblíže prochází modře značená trasa od rozcestí pod hradem Kavčiny a pokračující do Sedmihorek. O něco vzdálenější je žlutě značená trasa kopírující silnici od hradu Valdštejn a od Smíchousova rybníka pokračující k zámku Hrubá Skála. Souběžně s modrou značkou vede také naučná stezka Hruboskalsko.